# Сальково (Междуреченский район)
Сальково — упразднённая деревня в Междуреченском районе Вологодской области на реке Вострокса.
Входит в состав Ботановского сельского поселения (с 1 января 2006 года по 8 апреля 2009 года входила в Хожаевское сельское поселение), с точки зрения административно-территориального деления — в Хожаевский сельсовет.
Расстояние до районного центра Шуйского по автодороге — 44 км, до центра муниципального образования Игумницева по прямой — 20 км. Ближайшие населённые пункты — Ковригино, Екимково, Иваньково.
По данным переписи в 2002 году постоянного населения не было.
23 марта 2020 года упразднена.